# Неухрањеност
Неухрањеност је стање које настаје као последица недовољног или неуравнотеженог уноса угљених хидрата, протеина и других нутритивних материја. Ово се негативно одражава на ћелије и ткива, као и на функционисање организма у целини. Може да се јави као последица ригорозних рестриктивних дијета и неизбалансираног уноса хране, а уколико се настави у дужем временском периоду може да се јави право гладовање и да настану разне болести и инфекције. Један од познатијих облика неухрањености је скорбут, који настаје услед дефицита витамина Ц.
Недостатак нутријената се назива потхрањеност или недовољна ухрањеност, док се вишак назива прехрањеност. Неухрањеност се често користи у специфичном контексту потхрањености где особа не добија довољно калорија, протеина или микронутријената. Ако до неухрањености дође током трудноће, или током прве две године живота, може доћи до перманентних проблема у физичком и менталном развићу. Екстремна неухрањеност, позната као гладовање, може да има симптоме који обухватају: низак раст, мршаво тело, веома ниске нивое енергије, и отекле ноге и абдомен. Неухрањене особе често подлежу инфекцијама и често им је хладно. Симптоми недостатка микронутријената зависе од недостајућег микронутријента.
Неухрањеност је обично узрокована недостатком довољне количине квалитетне хране. То је често повезано са високим ценама хране и сиромаштвом. Недовољно дојење може да доприносе, као и бројне инфективне болести као што су: гастроентеритис, пнеумонија, маларија, и морбили, које повећавају нутриционе захтеве. Постоје два типа неухрањености: протеинско-енергетска неухрањеност и дијетарна дефицијенција. Протеинско-енергетска неухрањеност поприма два облика: маразам (недостатак протеина и калорија) и квашиоркор (само недостатак протеина). Честе дефицијенције нутријената обухватају: недостатак гвожђа, јода, и витамина А. Током трудноће, услед повећања телесних потреба, дефицијенције могу да постану честе. У неким земљама у развоју, прехрањеност у виду гојазности почињу да се јављају у истим заједницама као и неухрањеност. Други узроци неухрањености обухватају анорексију нервозу и баријатрију.
Напори да се побољша исхрана су неки од најефективнијих видова помоћи земљама у развоју. Дојење може да редукује стопе неухрањености и смртности код деце, и напори да се промовише та пракса повећавају стопе дојења. Код мале деце, обезбеђивање хране (поред мајчиног млека) током периода од шест месеци до две године побољшава исходе. Постоји уверљива евиденција о корисном дејству суплементације бројним микронутријентима жена током трудноће и мале деце у земљама у развоју. Достава хране људима којима је најпрече потребна, се ефективно врши директним достављањем, као и новчаном помоћи тако да је могу купити. Једноставно храњење деце у школама није довољно. Контрола озбиљне неухрањености у кућама погођених особа је углавном могућа помоћу готове терапеутске хране. Изузетно неухрањене особе су склоне испољавању низа здравствених проблема, те је болнички третман често неопходан. Тиме је често обухваћено контролисање ниских нивоа крвног шећера и ниске телесне температуре, спречавање дехидрације, и постепено храњење. Рутинска употреба антибиотика се обично препоручује услед високог ризика од инфекције. Дугорочне мере обухватају: побољшање пољопривредне праксе, редукција сиромаштва, побољшана санитација, и оснаживање жена.
Истраживања УНИЦЕФ-а показују да је у Србији неухрањено око 26% ромске деце, док је укупна неухрањеност деце на подручју Београда око 10%. Потхрањеност доводи до менталног заостајања, опадања имунитета и успореног раста, што оставља трајне последице на организам.
Степен ухрањености се често процењује на основу индекса телесне масе, где вредности индекса испод 18,5 указују на недовољну ухрањеност појединца. Истраживања спроведена 2002. године су показала да је у том периоду било око 840 милиона неухрањених људи на свету. Од тога, 799 милиона људи је живело у земљама у развоју, а међу њима је било око 153 милиона деце млађих од пет година. Такође се процењује да сваке године од глади умре око 6 милиона деце.
Организација за храну и пољопривреду при Уједињеним нацијама је утврдила да је просечна дневна потреба човека око 2.350 калорија. Студија из 1998. године је показала да 54 државе не испуњавају тај услов, односно да не производе довољно хране нити могу да приуште увоз потребних намирница. Већина ових земаља се налази у области субсахарске Африке.
Било је 793 милиона неухрањених људи на свету 2015 године (13% тоталне популације). То је редукција са 216 милиона људи од 1990 кад је 23% било неухрањено. По једној процени из 2012 око једне милијарде људи није имало довољно витамина и минерала. Године 2015. је процењено да је протеинско-енергетска неухрањеност узроковала 323.000 смртних случаја релативно на 510.000 смртних случаја из 1990. Друге нутриционе дефицијенције, чиме су обухваћене дефицијенција јода и дефицијенција гвожђа, узроковале су додатних 83.000 смртних случаја. Године 2010, неухрањеност је била узрок 1,4% свих животних година прилагођених инвалидитету. Сматра се да је око трећине смртних случаја код деце узроковано неухрањеношћу, мада су смрти ретко обележене као такве. Године 2010. је било процењено да је неухрањеност допринела смрти око 1,5 милиона жена и деце, мада по неким проценама та цифра може да буде већа од 3 милиона. Према једној процени из 2013. године додатних 165 милиона деце има успорен раст због неухрањености. Неухрањеност је заступљенија у земљама у развоју. Поједине групе имају више степене неухрањености, посебно укључујући жене током трудноће и док доје, децу испод пет година старости, и старе особе. Код остарелих особа, неухрањеност постаје заступљенија услед физичких, психолошких, и друштвених фактора.

## Дефиниције
Неухрањеност се може поделиту у два различита типа, САМ и МАМ. САМ се односи на децу са тешком акутном неухрањеношћу. МАМ се односи на умерену акутну неухрањеност.

### Неухрањеност и прехрањеност
Малнутриција је узрокована конзумацијом хране у којој нутријенти нису довољни или су прекомерни тако да долази до стварања здравствених проблема. Ово је категорија болести која обухвата неухрањеност и прехрањеност. Прехрањеност може да доведе до гојазности и прекомерне тежине. У неким земљама у развоју, прехрањеност у облику гојазности почиње да се јавља у истим заједницама у којима постоји неухрањеност.
Међутим, термин малнутриција се обично користи само у смислу неухрањености. Ово се нарочито односи на контекст развојне сарадње. Стога, „неухрањеност” у документима Светске здравствене организације, УНИЦЕФ-а, Спасимо децу или других међународних невладиних организација (НВО) обично се изједначава са потхраном.

### Протеинско-енергетска неухрањеност
Неухрањеност је понекад користи као синоним за протеинско–енергетску неухрањеност (PEM). Неки извори укључују дефицијенцију микронутријената и протеинско–енергетску неухрањеност у дефиницију неухрањености. Она се разликује од рестрикције калорија по томе што рестрикција калорија не мора да доведе до негативних здравствених учинака. Термин хипоалиментација означава потхрањеност.
Термин „озбиљна малнутрација” или „озбиљна неухрањеност” се обично специфично користе за протеинско–енергетску неухрањеност. PEM се често асоцира са дефицијенцијом микронутријената. Две форме протеинско–енергетске неухрањености су квашиоркор и маразам, и оне обично коегзистирају.

#### Квашиоркор
Квашиоркор (‘расељено дете’) је углавном узрокован неадекватним уносом протеина што резултира малом концентрацијом аминокиселина. Главни симптоми су: едема, слабљење, повећање јетре, хипоалбуминемија, стеатоза и евентуално депигментација коже и косе. Квашиоркор се препознаје по отицању екстремитета и стомака, што прикрива стварни нутрициони статус.

#### Маразам
Маразам (‘ишчезавање’) је узроковано неадекватним уносом протеина и енергије. Главни симптоми су тешко мршављење, остављајући мало или без едема, минимално присуство поткожне масти, губљења мишића и ненормални нивои серумског албумина. Marазам може да настане услед дуготрајне исхране са неадекватним садржајем извора енергије и протеина, а стога се метаболизам прилагођава продужењу преживљавања. Традиционално се уочава код глади, значајне рестрикције хране или озбиљнијих случајева анорексије. Стање се одликује екстремним губицима мишића и кошчатим изгледом.

### Неухрањеност, глад
Неухрањеност прати успорен раст (кржљавост), слабљење, и дефицијенција есенцијалних витамина и минерала (колективно званих микронутријенти). Термин глад, који описује осећај непријатности услед нејела, кориштен је за описивање потхрањености, посебно у смислу несигурности исхране.